# رحمت‌آباد (لنجان)
رحمت‌آباد (لنجان)، روستایی از توابع بخش باغ بهادران شهرستان لنجان در استان اصفهان ایران است.

## جمعیت
این روستا در دهستان چم رود قرار دارد و براساس سرشماری مرکز آمار ایران در سال ۱۳۸۵، جمعیت آن ۶۴۱ نفر (۱۴۶خانوار) بوده‌است.